# Blue and Green Diamond
Blue and Green Diamond est un ensemble de gratte-ciel résidentiel composé de deux tours jumelles de 170 mètres de hauteur construites à Miami Beach en Floride aux États-Unis en 2000.
À l'été 2005 le prix des logements commençait à partir de 600 000 $.
Il y a typiquement 8 appartements par étage. Les résidences ont des vitres qui vont du sol au plafond.
Les deux tours se nomment :
- Green Diamond
- Blue Diamond
L'architecte est l'agence Robert Swedroe.